# Sinio
Sinio é uma comuna italiana da região do Piemonte, província de Cuneo, com cerca de 461 habitantes. Estende-se por uma área de 8 km², tendo uma densidade populacional de 58 hab/km². Faz fronteira com Albaretto della Torre, Cerreto Langhe, Montelupo Albese, Roddino, Rodello, Serralunga d'Alba.

## Demografia
| Variação demográfica do município entre 1861 e 2011                               |
|                                                                                   |
| Fonte: Istituto Nazionale di Statistica (ISTAT) - Elaboração gráfica da Wikipedia |